# Patricio Pron
Patricio Pron (Rosario, 9 dicembre 1975) è uno scrittore e critico letterario argentino.
Considerato uno dei maggiori autori argentini della sua generazione, le sue opere sono state tradotte in diverse lingue tra cui italiano, inglese, tedesco, francese, olandese, norvegese, giapponese, portoghese e cinese. La rivista Granta lo ha selezionato nel 2010 come uno dei 22 migliori giovani scrittori in lingua spagnola.  Con la sua opera Domani avremo altri nomi  ha vinto nel 2019 il prestigioso Premio Alfaguara.

## Biografia
Patricio Pron si è laureato in Comunicazione presso l'Università Nazionale di Rosario (Argentina) e ha conseguito il dottorato di ricerca in Filologia Romanza presso Georgia Augusta di Göttingen (Germania).
Ha iniziato la sua attività giornalistica nel 1992 e tra il 2000 e il 2001 ha girato l'Europa, i Balcani, il Nord Africa e la Turchia come corrispondente del quotidiano La Capital (Rosario). Tra il 2009 e il 2019 è stato uno dei collaboratori più letti del blog El Boomeran(g). Oggi scrive regolarmente per "Babelia", il supplemento culturale del quotidiano El País (Spagna), la rivista Letras Libres, La Tempestad e La Vanguardia, fra gli altri.
Tra il 2002 e il 2007 ha lavorato come assistente presso l'Università di Göttingen, dove ha scritto la tesi di dottorato sulle tecniche narrative nell'opera di Copi, dal titolo “Aquí me río de las modas”. Si è trasferito a Madrid nel 2008, dove vive da allora.
Ha ricevuto numerosi riconoscimenti nazionali e internazionali, tra cui il Premio Juan Rulfo per il racconto, il Cálamo Extraordinario alla carriera e il Premio Alfaguara, oltre alla borsa di studio Antorchas e a quella della Fondazione BBVA. È stato “Fellow Guest” della Fondazione Civitella Ranieri. I suoi racconti hanno fatto parte di antologie in vari paesi e sono stati tradotti in diverse lingue.
El comienzo de la primavera (2008) è un romanzo filosofico. Lo spirito dei miei padri si innalza nella pioggia (2013) è dedicato alla generazione dei suoi genitori e alle loro vicissitudini politiche; difende il peronismo e utilizza tecniche del "nuovo giornalismo" come il fisking. Non spargere lacrime per chiunque viva in queste strade (2018) parla degli scrittori fascisti di metà Novecento. Domani avremo altri nomi (2021) analizza le moderne relazioni personali e affettive come forme di consumo e di alienazione.
Patricio Pron è riconosciuto per il suo stile di scrittura innovativo e per la sua capacità di affrontare argomenti complessi in modo profondo e originale. Come critico letterario, si distingue per la sua capacità di mettere in relazione la letteratura contemporanea, la cultura e la società, ponendo al lettore interrogativi sul mondo che ci circonda.

## Premi e riconoscimenti
- Secondo premio al concorso Novela Policial de la Editorial de la Universidad Nacional de Rosario
- Contributo alla creazione della Fondazione Antorchas per la raccolta di racconti Hombres infames
- Premio Juan Rulfo 2004 per il racconto Es el realismo (Istituto Cervantes, Unión Latina e Radio France International)[6][7]
- Premio Romanzo Manuel Musto per Nadadores muertos (Città di Rosario)
- XXIV Premio Jaén 2008 con il romanzo El comienzo de la primavera [8]
- Finalista del Premio della Fondazione José Manuel Lara 2009 con El comienzo de la primavera [9]
- Granta lo ha selezionato nel 2010 come uno dei 22 migliori scrittori in spagnolo della sua generazione
- Finalista del V Premio di Narrativa Ribera del Duero con la raccolta di racconti Lo que está y no se usa nos fulminará
- Finalista del Premio Nazionale della Critica Spagnola nel 2016 con Non spargere lacrime per chiunque viva in queste strade
- Premio Alfaguara per il romanzo Domani avremo altri nomi, 2019
- Finalista per il Premio Nazionale della Critica Spagnola nel 2020 con Domani avremo altri nomi

## Opere

### Racconti
- Hombres infames, Bajo la Luna Nueva, 1999
- El vuelo magnífico de la noche, Colihue, Buenos Aires, 2001
- El mundo sin las personas que lo afean y lo arruinan, Mondadori, Barcelona, 2010
- La vida interior de las plantas de interior, Mondadori, 2013
- Lo que está y no se usa nos fulminará, Literatura Random House, Barcelona, 2018
- Trayéndolo todo de regreso a casa, Alfaguara, Madrid, 2021

### Romanzi
- Formas de morir, Universidad Nacional de Rosario Editora, Rosario, 1998
- Nadadores muertos, Editorial Municipal de Rosario, 2001
- Una puta mierda, El cuenco de plata, Buenos Aires, 2007
- El comienzo de la primavera, Mondadori, Barcelona, 2008
- Lo spirito dei miei padri si innalza nella pioggia (El espíritu de mis padres sigue subiendo en la lluvia, Mondadori, 2011), traduzione di Roberta Bovaia, Guanda, Parma, 2013
- Nosotros caminamos en sueños, Literatura Random House, Barcelona, 2014
- Non spargere lacrime per chiunque viva in queste strade (No derrames tus lágrimas por nadie que viva en estas calles, Literatura Random House, 2016), traduzione di Francesca Lazzarato, Gran vía, Narni, 2018
- Domani avremo altri nomi (Mañana tendremos otros nombres, Alfaguara, 2019), traduzione di Francesca Lazzarato, SUR, Roma, 2021

### Altro
- Zerfurchtes Land. Neue Erzählungen aus Argentinien (Tierra devastada. Nuevos relatos desde Argentina), curatore, insieme a Burkhard Pohl
- El libro tachado. Prácticas de la negación y el silencio en la crisis de la literatura, Turner, Madrid, 2014
- Traumbuch, Delirio, Salamanca, 2022